# Tariq Teguia
Tariq Teguia (en arabe : تقية طارق) est un réalisateur et un scénariste algérien né à Alger le 12 décembre 1966.

## Biographie
Après des études de philosophie et d'arts plastiques, Tariq Teguia a été photographe pigiste pour un quotidien algérien, assistant d'un photographe et professeur d'histoire de l'art contemporain à l'École des beaux-arts d'Alger,. 
En 2001, il soutient à l’université Paris VIII sa thèse de doctorat intitulée Robert Frank, fictions cartographiques.
Il débute dans la réalisation avec quatre courts métrages : Kech'mouvement (1996), Le Chien (1996), Ferrailles d'attente (1998) et La Clôture (2002).
Rome plutôt que vous est son premier long métrage. Rome plutôt que vous est un long métrage distribué en France en 2008. Le film raconte quelques heures de Zina (Samira Kaddour) et Kamel (Rachid Amrani) partis dans une banlieue d'Alger, La Madrague, à la recherche d'un improbable moyen de quitter l'Algérie.
Le film a été présenté au Festival de Venise en 2007, au festival de Belfort 2007 (Grand Prix du jury et prix d'interprétation pour Samira Kaddour) et au festival de Fribourg 2007 (Prix spécial du jury).
Son film Inland (Gabbla) (2008) a été présenté en compétition au Festival de Venise 2008.
En 2007 puis en 2013, le Festival International du film Entrevues à Belfort lui décerne deux grands prix pour, respectivement, son long-métrage Rome plutôt que vous, et son long-métrage Révolution Zendj.

## Filmographie
Courts métrages
- 1992 : Kech'mouvement
- 1996 : Le Chien
- 1998 : Ferrailles d'attente
- 2002 : La Clôture

Longs métrages
- 2006 : Rome plutôt que vous
- 2008 : Inland
- 2013 : Révolution Zendj

## Récompenses
- Festival Entrevues de Belfort 2007 : Grand Prix pour Rome plutôt que vous
- Festival international de films de Fribourg 2007 : Prix spécial du jury pour Rome plutôt que vous
- Festival Entrevues de Belfort 213 : Grand Prix pour Révolution Zendj